# Lega Nazionale A 1997-1998 (calcio femminile)
La Lega Nazionale A 1997-1998, campionato svizzero femminile di prima serie, si concluse con la vittoria del SV Seebach.

## Classifica
|  | Pos. | Squadra           | Pt | G  | V  | N | P  | GF | GS | DR  |
|  | ---- | ----------------- | -- | -- | -- | - | -- | -- | -- | --- |
|  | 1.   | Seebach           | 47 | 18 | 15 | 2 | 1  | 59 | 16 | +43 |
|  | 2.   | Berna             | 41 | 18 | 12 | 5 | 1  | 55 | 14 | +41 |
|  | 3.   | Sursee            | 34 | 18 | 10 | 4 | 4  | 53 | 19 | +34 |
|  | 4.   | Schwerzenbach     | 30 | 18 | 9  | 3 | 6  | 46 | 31 | +15 |
|  | 5.   | Rapid Lugano      | 25 | 18 | 7  | 4 | 7  | 47 | 57 | -10 |
|  | 6.   | Malters           | 22 | 18 | 6  | 4 | 8  | 32 | 39 | -7  |
|  | 7.   | Rot-Schwarz Thun  | 19 | 18 | 6  | 2 | 10 | 36 | 49 | -13 |
|  | 8.   | Bad Ragaz         | 17 | 18 | 4  | 5 | 9  | 32 | 53 | -21 |
|  | 9.   | Blue Stars Zurigo | 14 | 18 | 4  | 2 | 12 | 26 | 53 | -27 |
|  | 10.  | San Gallo         | 3  | 18 | 0  | 3 | 15 | 9  | 64 | -55 |

Legenda:

      Campione di Svizzera.
      Relegata in Lega Nazionale B.
Note:

Tre punti a vittoria, uno a pareggio, zero a sconfitta.